# Советская социологическая ассоциация
Советская социологическая ассоциация (ССА) — созданная в 1958 году первая в России (и Советском Союзе) ассоциация, объединившая социологов, работавших в НИИ Академии наук СССР и отраслевых институтах, имевших социологические лаборатории, преподавателей вузов. В составе Ассоциации также присутствовали занимающиеся идеологической работой сотрудники партийного аппарата (КПСС) и некоторые журналисты. Ассоциация работала под руководством Секции общественных наук Президиума АН СССР.
Ассоциация входила в Международную социологическую ассоциацию, принимала участие в работе Всемирных социологических конгрессов.
В начале 1990-х Ассоциация насчитывала около шести тысяч индивидуальных и 1,3 тыс. коллективных членов, состоявших в 20 республиканских и региональных отделениях.
В 1991 году был проведён первый съезд социологов СССР.
22 января 1992 года ассоциация прекратила своё существование, передав свои полномочия в Международной социологической ассоциации и  региональные отделения на территории России Российскому обществу социологов.

## История
Ассоциация была создана 13 июня 1958 года, когда было принято Постановление Президиума АН СССР о создании Советской социологической ассоциации. Председателем был избран Юрий Павлович Францев, его заместителем — Геннадий Васильевич Осипов.
В марте 1989 года на Пленуме ассоциации выступил Н. И. Лапин с предложением о создании Российского общества социологов, которое вскоре и было создано.
На первом съезде социологов СССР в 1991 году были внесены изменения в устав и форму правления ассоциации, а также избраны тайным голосованием три сопрезидента ассоциации: В. А. Ядов, Ж. Т. Тощенко и А. Г. Здравомыслов.
В конце 1991 — начале 1992 года из-за распада СССР ассоциация перестала существовать. Однако в феврале 1993 года на основе старых связей появилась Профессиональная социологическая ассоциация, а на конференции «Многообразие интересов и институты власти» (июнь 1993 года) была принята Декларация о создании содружества социологических ассоциаций, президентом которой избрали А. Г. Здравомыслова, вице-президентами — Г. А. Погосяна (Армения) и К. И. Исаева (Киргизия).

### Президенты Ассоциации
- 1958—1959 — акад. Ю. П. Францев
- 1960—1972 — акад. Г. В. Осипов
- 1972—1976 — член-корр. РАН М. Н. Руткевич
- 1976—1986 — д.филос.н. Х. Н. Момджян
- 1986—1991 — акад. Т. И. Заславская
- 1991 — член-корр. РАН Ж. Т. Тощенко, д.филос.н. А. Г. Здравомыслов и д.филос.н. В. А. Ядов

### Вице-президенты Ассоциации
- 1958—1959 — акад. Г. В. Осипов
- 1960—1971 — д.филос.н. В. Ж. Келле
- 1972—1986 — акад. Т. И. Заславская (одновременно руководитель Сибирского отделения ассоциации), д.филос.н. А. Г. Харчев
- 1987—1991 — д.э.н. Б. В. Ракитский
- 1987—1992 — д.филос.н. А. К. Зайцев
- 1990—1992 — д.филос.н. З. Т. Голенкова (исполнительный вице-президент).

## Структура управления
Высшим органом ассоциации являлось Общее собрание, проводившееся не реже одного раза в 4 года. Общее собрание избирало правление, которое созывалось не реже одного раза в год. Правление избирало президиум, руководивший работой Ассоциации.
У Ассоциации были отделения в союзных республиках, а также в крупных научных центрах, имеющих более 100 членов (всего 20 отделений и 92 филиала). Наиболее крупные отделения: Московское, Сибирское, Азербайджанское, Уральское, Украинское, Прибалтийское, Поволжское, Белорусское, Северо-Западное. В составе Ассоциации работали проблемные секции.